# Jack Skille
Jack Skille (född 19 maj 1987) är en amerikansk professionell ishockeyspelare som spelar för Genève-Servette Hockey Club i Nationalliga A.
Han har tidigare spelat på NHL-nivå för Vancouver Canucks, Colorado Avalanche, Columbus Blue Jackets, Florida Panthers och Chicago Blackhawks och på lägre nivåer för HK Dinamo Minsk i KHL, Springfield Falcons, Rockford IceHogs och Norfolk Admirals i AHL, Rosenborg IHK i Get-ligaen (lockout), samt University of Wisconsin i NCAA och US National Team i NAHL.
Skille draftades i första rundan i 2005 års draft av Chicago Blackhawks som sjunde spelare totalt.
Han skrev på ett ettårskontrakt med HK Dinamo Minsk i KHL den 7 september 2017.
Den 12 september 2018 skrev han på ett PTO-kontrakt (Professional Try Out) med Ottawa Senators, men skrev istället på för Genève-Servette efter försäsongen.